# Shōkoku-ji
Le Shōkoku-ji (相国寺, Shōkoku-ji) est un temple bouddhiste zen relevant de l'école Rinzai fondé à Kyoto en 1382 par le shogun Yoshimitsu Ashikaga et le moine Musō Soseki. C'est le deuxième des gozan (五山, cinq grands temples) de Kyoto. Le temple est le chef de file de l'une des quatorze branches autonomes de cette école.

## Histoire
La construction du temple a débuté en 1383 et fut achevée en 1392. Le maître zen Shun'oku Myoha a été initialement désigné abbé fondateur par Yoshimitsu. Mais Myoha déclina cet honneur pour l'attribuer à titre posthume à son propre maître Muso Soseki.
Le temple a été la proie de plusieurs incendies, principalement en 1394 où il fut détruit. Cependant, il fut reconstruit peu après grâce à un financement de Yoshimitsu. Après l'époque de Muromachi, Shōkoku-ji a obtenu le soutien de plusieurs dirigeants tels que Hideyoshi Toyotomi (1593-1615), son fils Hideyori Toyotomi (1593-1615) et Ieyasu Tokugawa (1543-1616). Tous ont participé au financement de divers projets de construction ou de reconstruction de Shōkoku-ji.

## Architecture
Au sein des bâtiments édifiés on remarque le bâtiment principal, Hattō, qui possède un couloir classé en qualité de "bien culturel important", un clocher imposant (Shōrō), un bâtiment des archives et documents sacrés (Kyōzō) isolé et un Kuri important ; le temple possède aussi un Kaisan-dō dédié à son fondateur sans omettre les jardins dont le jardin sec (Karesansui) qui agrémente l'espace.

## Galerie

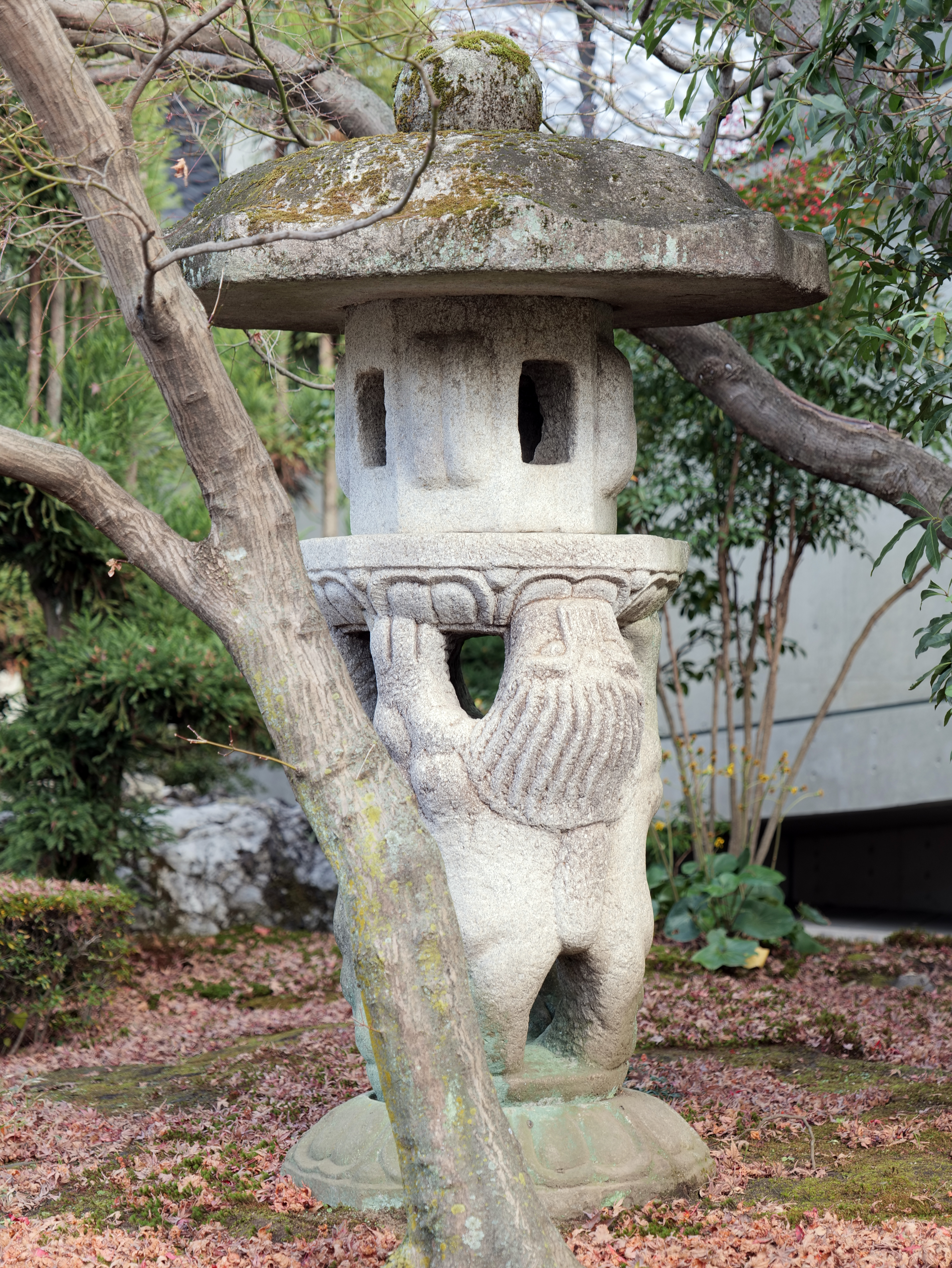
lanterne Tōrō
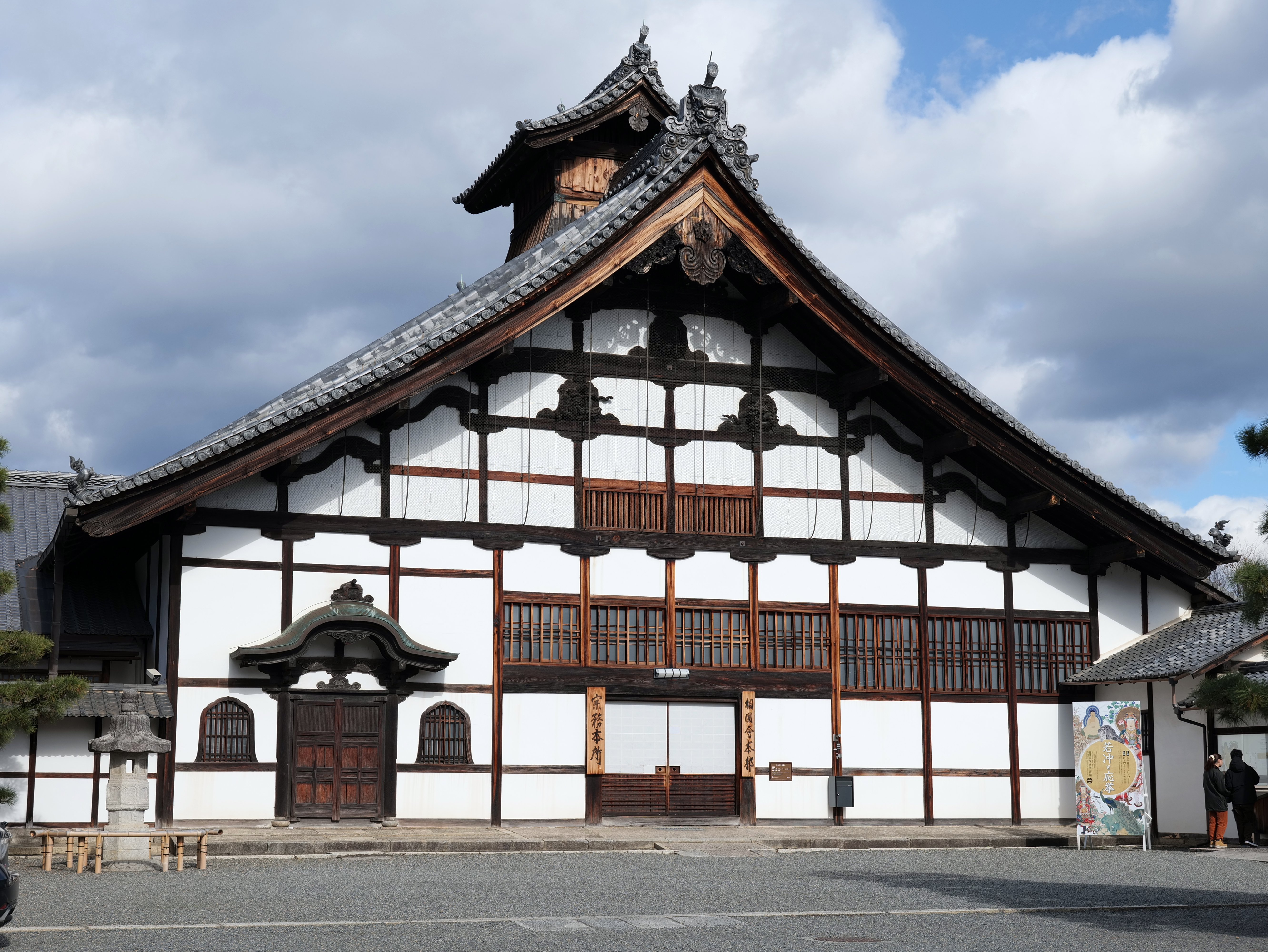
Kuri
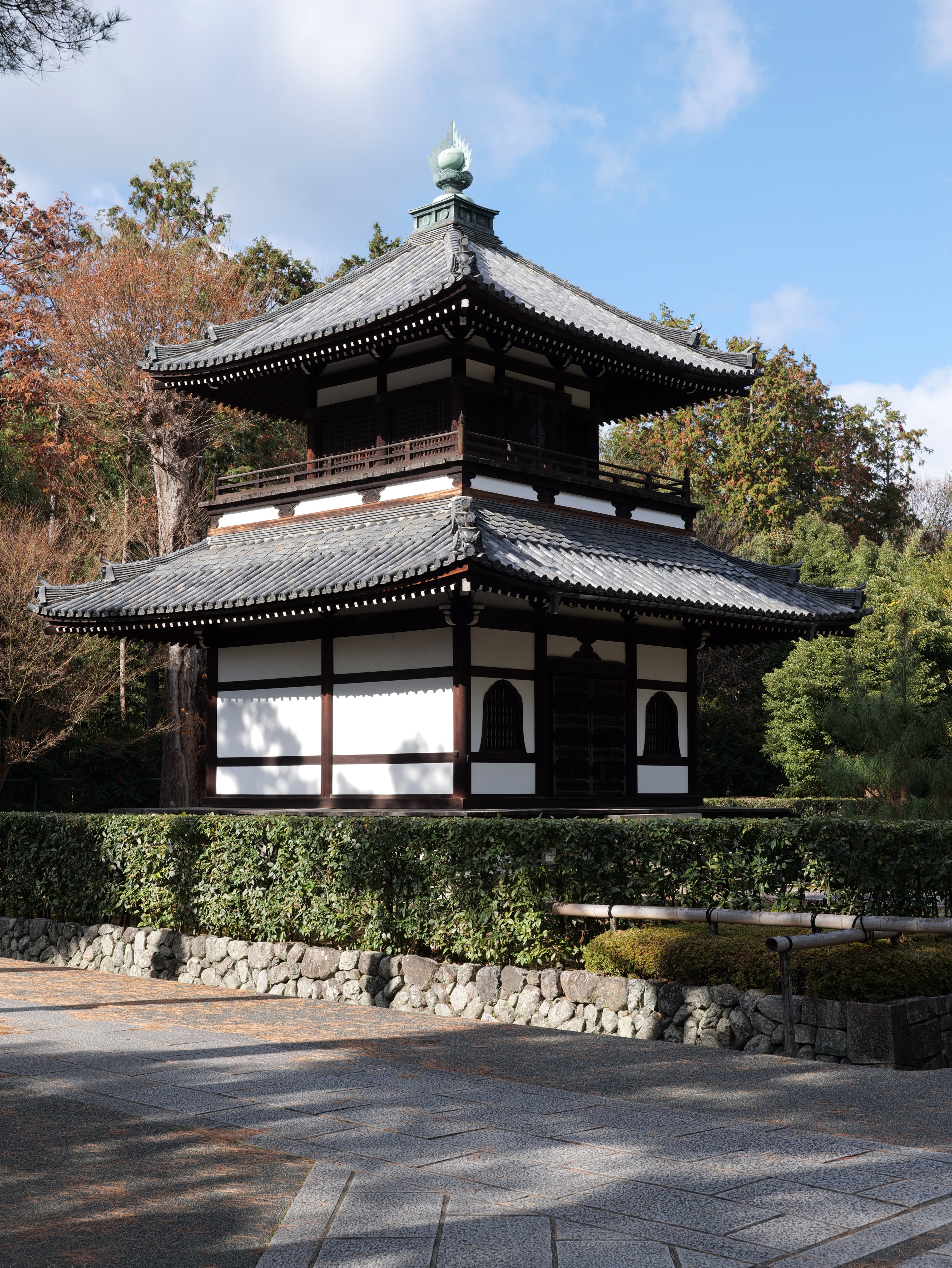
Kyōzō
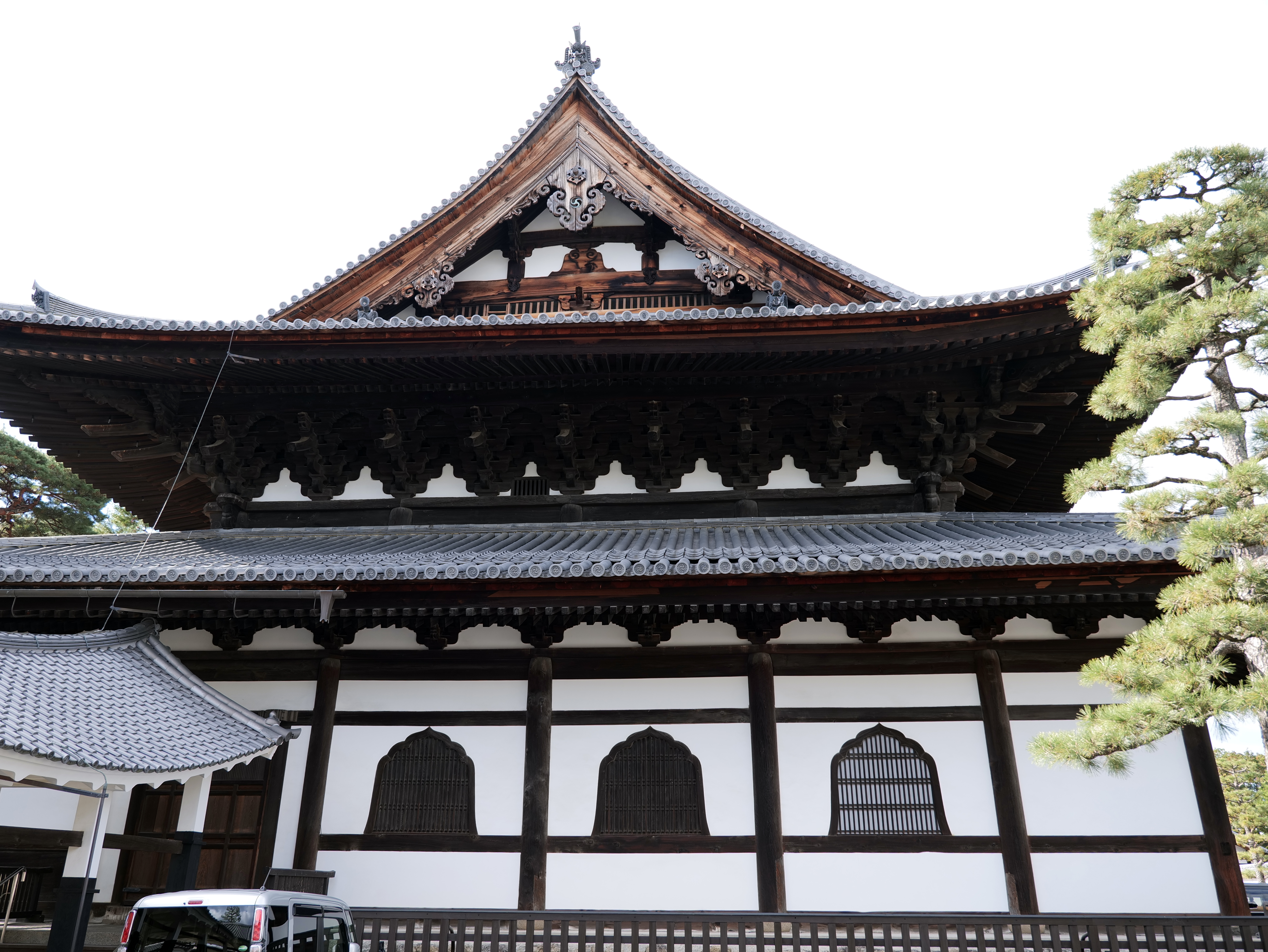
Hattō
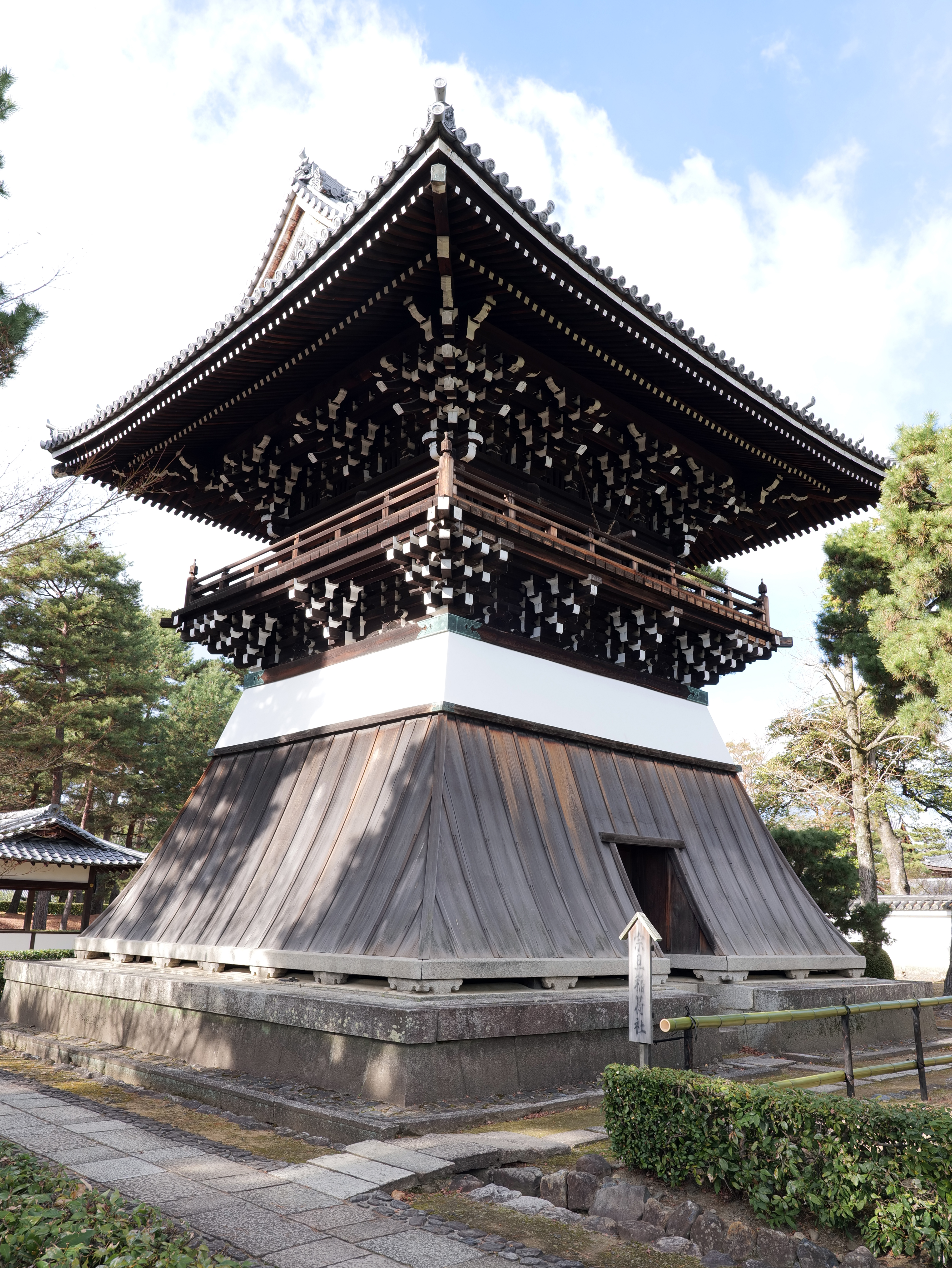
Shōrō
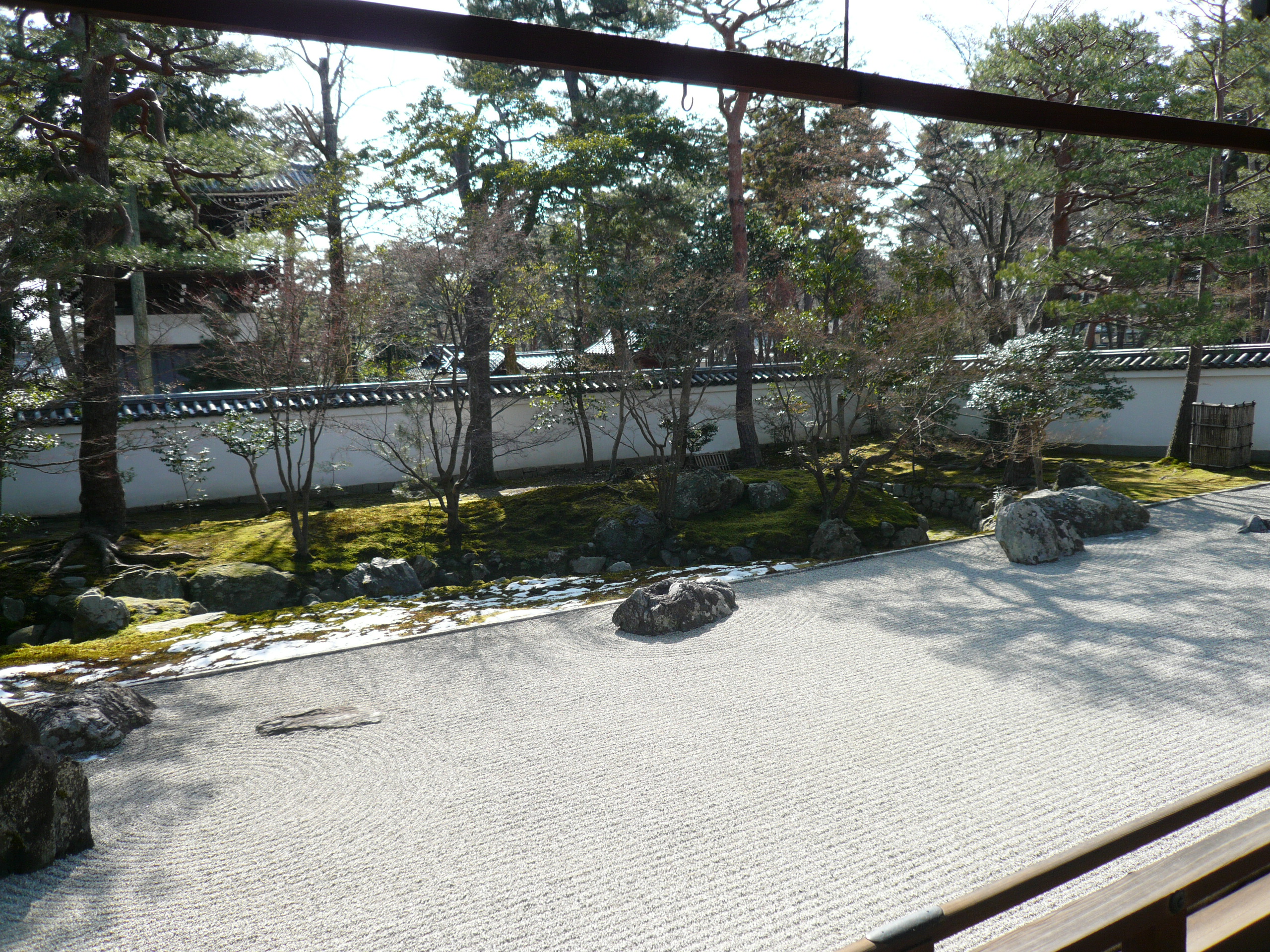
Karesansui